# Чупец
Чупец (чеш. Čupec, на некоторых картах также Чапец, 819 метров над уровнем моря) — покрытый лесом холм в юго-западной части Белых Карпат. Он расположен над деревней Нова-Льгота прямо на государственной границе Чехии и Словакии. Чешская часть находится на территории  Годонинского района в Южно-Моравском краю, словацкая - в районе Нове-Место-над-Вагом в Тренчинском краю.
Чупец — самая высокая гора Южно-Моравского края, но не самая высокая точка региона (836 метров над уровнем моря), которая находится на склоне близлежащей горы Дурда. Высота горы Дурда составляет 842 метра над уровнем моря, но ее высшая точка находится за пределами Южно-Моравского края.
Чтобы добраться до холма, надо идти от горы Велька-Яворина или от города Миява по туристической тропе, отмеченной красными значками.